# Луцано (Беневенто)
Луцано је насеље у Италији у округу Беневенто, региону Кампанија.
Према процени из 2011. у насељу је живело 1174 становника. Насеље се налази на надморској висини од 298 м.